# Tragedia na Łużnikach
Tragedia na Łużnikach – panika podczas opuszczania stadionu, która wybuchła 20 października 1982 na stadionie Łużniki w Moskwie, pod koniec meczu 1/16 Pucharu UEFA między Spartakiem Moskwa a holenderskim zespołem HFC Haarlem.

## Przebieg
Na rewanżowy mecz 1/16 Pucharu UEFA Spartak Moskwa – HFC Haarlem przyszło ok. 15 tys. widzów (stadion na Łużnikach mieścił wówczas 80 tys. widzów). Udostępniono tylko dwa sektory, A i C, znajdujące się po przeciwnych stronach stadionu. Kibice wybrali znajdujący się w pobliżu stacji metra sektor C, mogący pomieścić 22 tys. widzów. Pod koniec spotkania, po bramce strzelonej na 2:0 przez Szwiecowa, w korytarzu prowadzącym z trybuny do wyjścia zapanowała panika i ludzie zaczęli tratować jedni drugich. Sytuację pogarszał fakt, że schody były oblodzone i ośnieżone. Dodatkowo, według twierdzeń świadków, milicja odcięła powrót na sektor. Według świadków panika wybuchła po tym, jak milicjanci zaganiali kibiców do wyjścia. Powodem agresywnego zachowania milicji mógł być fakt, że podczas meczu byli prowokowani śnieżkami i butelkami przez kibiców, często znajdujących się pod wpływem alkoholu. Zginęło co najmniej 66 osób a 61 zostało rannych. Po 13 dniach od tragedii ciała zostały zwrócone rodzinom i pochowane podczas masowego pogrzebu.

## Informacja
Dzień po meczu w gazecie „Wieczerniaja Moskwa” ukazała się kilkuzdaniowa notatka, w której poinformowano społeczeństwo o nieszczęśliwym zdarzeniu wśród kibiców związanym z trudnościami podczas opuszczaniu stadionu. Liczby ofiar nie podano; następny tekst ukazał się w gazecie „Sowietskij sport” w kwietniu 1989, a więc w okresie pierestrojki i głasnosti, w którym liczbę zabitych oceniono na 340.

## Skutki
Czterem osobom postawiono zarzut zaniedbania: trzem członkom zarządu stadionu i jednemu milicjantowi, zabezpieczającemu trybunę. Przed sądem stanęli dwaj zarządcy, pozostali oskarżeni nie mogli wziąć udziału w procesie ze względów zdrowotnych. Oskarżeni skorzystali z dobrodziejstw amnestii. Proces nie odpowiedział na wiele wątpliwości dotyczących tragedii.

## Upamiętnienie
Na stadionie na Łużnikach od 1992 istnieje pomnik upamiętniający zdarzenie. Jest to płaskorzeźba kobiecej twarzy na tle stadionu z zarwaną trybuną. Piłkarze HFC Haarlem wpłacili 3500 funtów na utrzymanie pomnika.